# Lipa amerykańska
Lipa amerykańska (Tilia americana L.) – gatunek drzewa z rodziny ślazowatych. Występuje naturalnie w Ameryce Północnej. 

## Rozmieszczenie naturalne

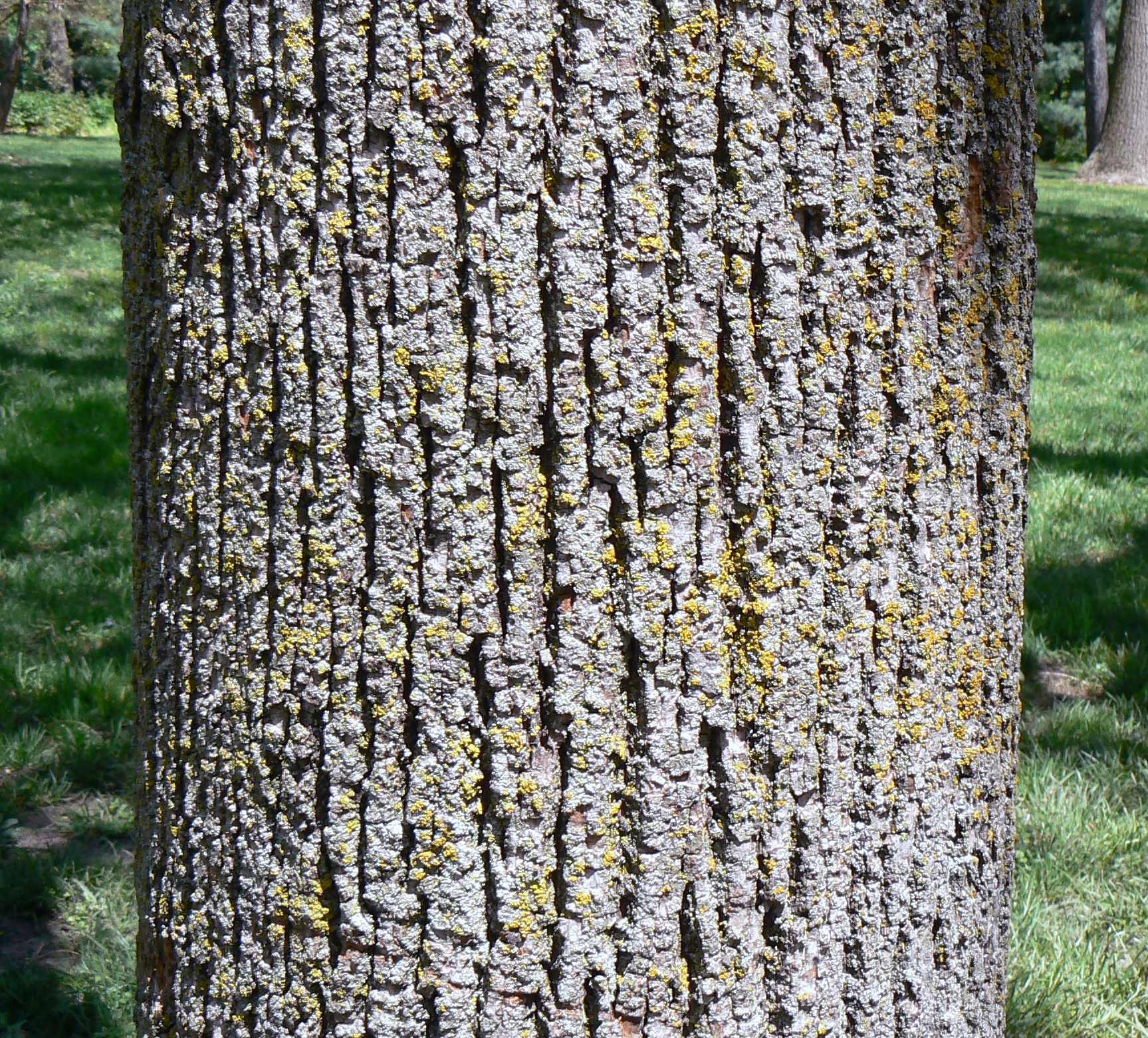
Kora

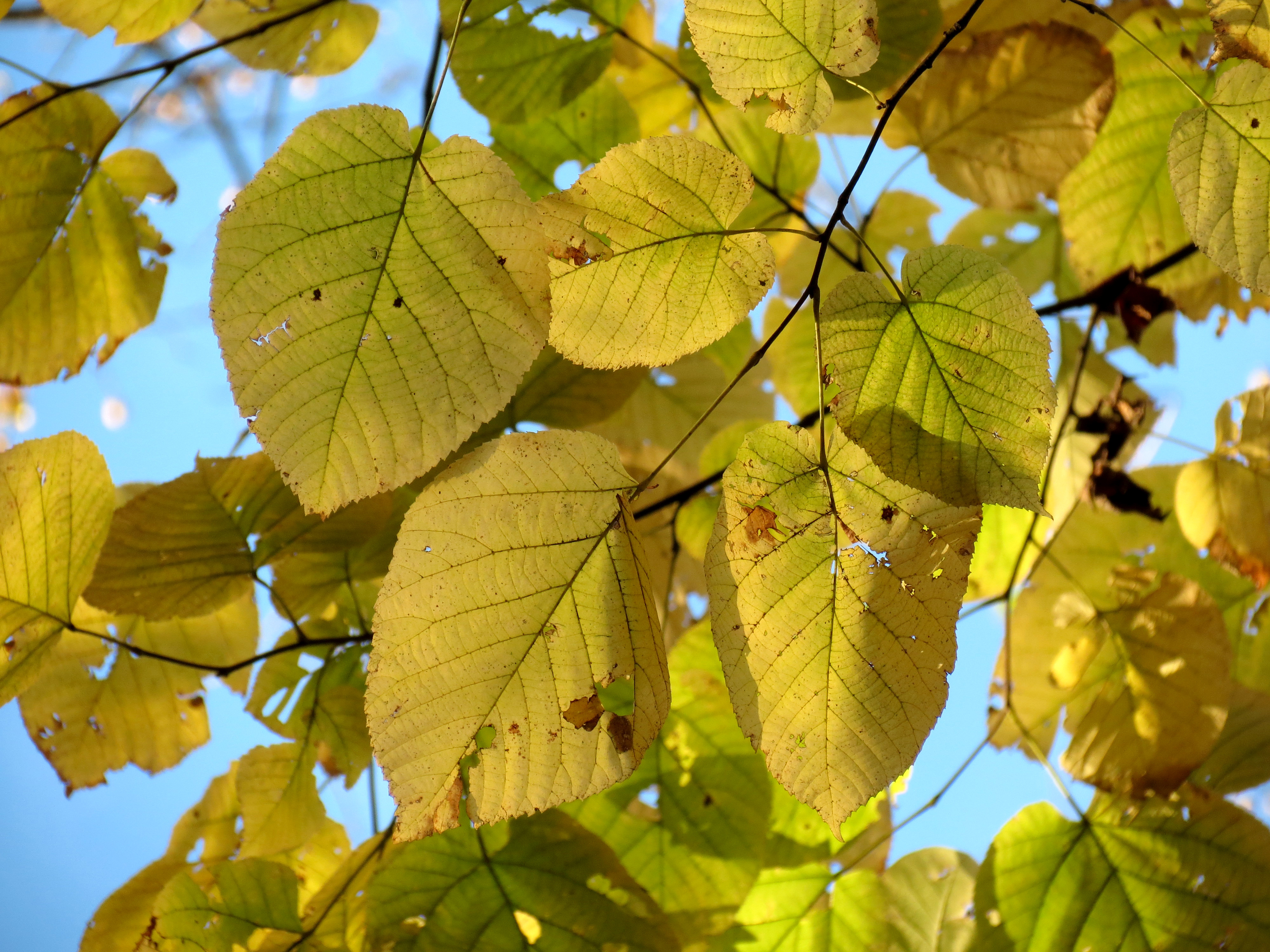
Liście w jesiennej barwie

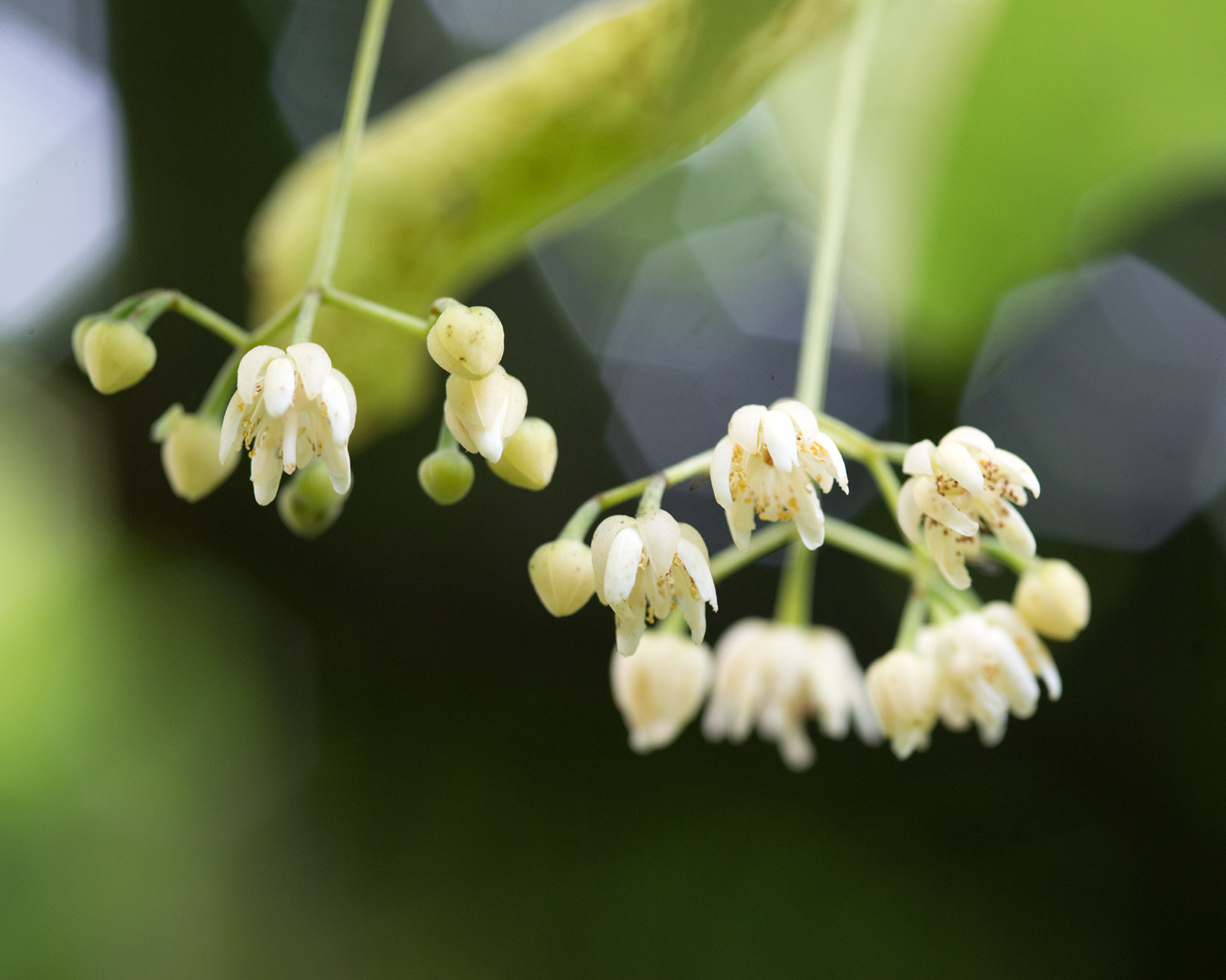
Kwiatostany

Rośnie naturalnie w Kanadzie (w prowincjach Nowy Brunszwik, Ontario, Québec i Saskatchewan), środkowych i wschodnich Stanach Zjednoczonych (w Alabamie, Arkansas, Connecticut, Dakocie Południowej, Dakocie Północnej, Delaware, Dystrykcie Kolumbii, na Florydzie, w Georgii, Illinois, Iowa, Indianie, Kansas, Karolinie Południowej, Karolinie Północnej, Kentucky, Luizjanie, Maine, Manitobie, Marylandzie, Massachusetts, Michigan, Minnesocie, Missisipi, Missouri, Nebrasce, New Hampshire, New Jersey, stanie Nowy Jork, Ohio, Oklahomie, Pensylwanii, Rhode Island, Tennessee, Teksasie, Vermoncie, Wirginii, Wirginii Zachodniej i Wisconsin) oraz Meksyku. 

## Morfologia
PokrójZrzucające liście, wielopienne drzewo.
LiścieBlaszka liściowa ma odwrotnie jajowaty kształt. Mierzy 5–15 cm długości oraz 5–12 cm szerokości, jest ząbkowana na brzegu, ma nasadę od rozwartej do niemal sercowatej i ostry wierzchołek. Ogonek liściowy jest owłosiony.
KwiatyZebrane w wierzchotkach (o długości 7–15 cm) wyrastających z kątów eliptycznych podsadek. Mają 5 działki kielicha o odwrotnie jajowatym kształcie i dorastające do 4–6 mm długości. Płatków jest 5, mają odwrotnie jajowaty kształt i osiągają do 5–11 mm długości.
OwocOrzeszek mierzący 5-10 mm średnicy, o kształcie od elipsoidalnego do niemal kulistego.

## Biologia i ekologia
Rośnie na brzegach cieków wodnych oraz w lasach. Występuje na wysokości do 800 m n.p.m.